# Борнеш-де-Агиар
Борнеш-де-Агиар (порт. Bornes de Aguiar) — населённый пункт и район в Португалии, входит в округ Вила-Реал. Является составной частью муниципалитета Вила-Пока-де-Агиар. По старому административному делению входил в провинцию Траз-уж-Монтиш и Алту-Дору. Входит в экономико-статистический субрегион Алту-Траз-уш-Монтеш, который входит в Северный регион. Население составляет 2212 человека на 2001 год. Занимает площадь 41,30 км².